# 托里哈斯
托里哈斯，是西班牙阿拉贡自治区特鲁埃尔省的一个市镇。总面积57平方公里，总人口67人（2001年），人口密度1人/平方公里。